# Rearu Watanabe
Rearu Watanabe (japanisch 渡邉 怜歩 Watanabe Rearu; * 6. Februar 2003 in der Präfektur Shizuoka) ist ein japanischer Fußballspieler.

## Karriere
Rearu Watanabe erlernte das Fußballspielen in der Schulmannschaft der Shizuoka Gakuen High School sowie in der Universitätsmannschaft der Sportuniversität Kanoya. Seinen ersten Vertrag unterschrieb er am 1. Februar 2025 bei Roasso Kumamoto. Der Verein aus Kumamoto spielt in der zweiten japanischen Liga, der J2 League. Sein Zweitligadebüt gab Watanabe am 15. Februar 2025 (1. Spieltag) im Auswärtsspiel gegen V-Varen Nagasaki. Bei der 3:2-Niederlage stand er in der Startelf und wurde in der 59. Minute gegen Koya Fujii ausgewechselt.